# Rush Wars
Rush Wars — отменённая бесплатная многопользовательская онлайн-стратегия в реальном времени для мобильных устройств в жанре Tower Defense. Игра была разработана и издана компанией Supercell для платформ iOS и Android. Выход закрытой бета-версии игры состоялся 26 августа 2019 года. 30 ноября 2019 года разработка игры была прекращена.

## Игровой процесс
В игре игроку необходимо создавать свой отряд игровых войск и нападать ими на вражескую базу. По пути к атаке, войскам могут попасться игровые защитные сооружения (мины, пушки) которые могут их атаковать. Игрок выставляет свой отряд войск в свободное место игрового поля и они идут в атаку на вражескую базу. Игрок также может помогать войскам в атаке бустами. К примеру если во время атаки, на игровом поле кликнуть игровым рупором (который считается бустом) по войскам, они станут на пару секунд сильнее. Если игрок уничтожил все здания и защитные сооружения на вражеской базе, в конце битвы он получает 3 игровые звезды. В игре присутствует возможность создавать кланы (по аналогии с кланами в играх Clash of Clans, Clash Royale), они имеют 25 слотов.

### Боксы
В игре существовало несколько видов боксов. Для того чтобы получить один бокс, игроку необходимо было собрать 5 победных звёзд. После чего ему выдается абсолютно случайный бокс. Для того чтобы его открыть, игроку нужно иметь игровой ключ. А также в игре присутствовал Defend Box, для открытия которого нужно было иметь 100 защитных игровых звёзд.